# ویل راجرز
ویلیام پن آدیر راجرز (انگلیسی:William Penn Adair Rogers؛ زاده ۴ نوامبر ۱۸۷۹ درگذشت ۱۵ اوت ۱۹۳۵) بازیگر تئاتر و سینما، کابوی، طنز پرداز و مقاله‌نویس روزنامه اهل اکلاهما، ایالات متحده آمریکا بود. او یک شهروند چروکی بود که در چروکی نیشن (انگلیسی:Cherokee Nation)، محلهٔ هندی‌ها (سرخ‌پوستان آمریکا درحال حاضر:اولوگاه) متولد شد. او به «فرزند مورد علاقهٔ اکلاهما» مشهور بود، راجرز در خانواده ای چروکی در محله هندی‌ها (که اکنون بخشی از اکلاهما است). او به عنوان یک طنز پرداز سه بار دور دنیا را زده‌است، او ۷۱ فیلم ساخته (۵۰ فیلم صامت و ۲۱ فیلم ناطق یا گویا) و بیش از ۴۰۰۰ ستون روزنامه‌های سندیکای ملی نوشته‌است.
در اواسط دهه ۱۹۳۰، راجرز به دلیل شوخ‌طبعی سیاسی برجسته و از پردرآمدترین ستارگان فیلم‌های هالیوودی، در آمریکا محبوب بود. وی در سال ۱۹۳۵ با هواپیمای ویلی پست هنگامی که هواپیمای کوچک آنها در شمال آلاسکا سقوط کرد درگذشت.
از فیلم‌هایی که وی در آن نقش داشته‌است، می‌توان به بیل سفیر کبیر اشاره کرد.